# Kuhmo
Kuhmo è una città finlandese di 7755 abitanti, nei pressi di Kajaani, situata nella regione del Kainuu.